# Heitor Lourenço
Heitor Miguel Gomes Lourenço (Lisboa, 7 de Agosto de 1967) é um actor português. 

## Biografia
Heitor Lourenço, nasceu em Lisboa, no dia 7 de agosto de 1967.
Trabalhou em teatros de norte a sul do país tais como o Teatro Nacional D. Maria II, Teatro da Comuna, Teatro Aberto, figurando no seu currículo um elevado número de peças. Também actuou no Teatro de revista, nomeadamente em "Tem a Palavra a Revista!" (2000) e "Arre Potter Qu'é Demais!" (2004), produções de Helder Freire Costa. Já no Teatro Maria Vitória encarna a personagem "Amy Winehouse" na peça "Agarra que é Honesto".
Das suas participações em cinema destacam-se "O Fim do Mundo" de João Mário Grilo e "Inês de Portugal" (1997) no papel do protagonista D. Pedro I de Portugal. 
Em 2002 [] participou na sitcom Camilo, O Pendura, de Camilo de Oliveira, para a RTP1, onde fazia o filho de Camilo, e em 2006 fez uma participação especial na Floribella como Wolfgang, o bondoso bispo, que une Delfina e Frederico. Chegou a apresentar o Lingo, concurso da RTP1, durante dois meses. Participou na novela Rebelde Way (2008/2009) da SIC onde também teve a seu cargo a função de director de atores. Em 2011 participa na 9ª série da novela "Morangos Com Açúcar" da TVI. Em 2012 foi convidado pela tvi para cantar no famoso programa "A Tua Cara Não Me É Estranha duetos". Em 2013, integra o elenco de Bem-Vindos a Beirais que estreou em Maio de 2013. 
É vegetariano, budista e é conhecido por fazer trabalho de voluntariado, nomeadamente com a fundação do Gil, Nuvem Vitória, entre outras.
Em 2022, integrou o elenco da sitcom da SIC, Patrões Fora e da novela Lua de Mel, para o mesmo canal. Ainda na SIC e SIC Caras, comenta desde 2023, o programa Passadeira Vermelha, apresentado por Liliana Campos.

## Televisão
| Ano             | Projeto                        | Papel                                  | Notas                                 | Canal |
| --------------- | ------------------------------ | -------------------------------------- | ------------------------------------- | ----- |
| 1981            | Uma Cidade Como a Nossa        |                                        |                                       | RTP1  |
| 1992            | André Topa Tudo                |                                        |                                       | RTP1  |
| 1993            | A Banqueira do Povo            | Representante de aluguer de automóveis | Elenco Adicional                      | RTP1  |
| 1994            | O Rosto da Europa              | Conde de Barcelos                      | Elenco Principal                      | RTP1  |
| 1994            | O Rosto da Europa              | D. Duarte                              | Elenco Principal                      | RTP1  |
| 1994            | O Rosto da Europa              | D. João II                             | Elenco Principal                      | RTP1  |
| 1994            | O Rosto da Europa              | Diabo                                  | Elenco Principal                      | RTP1  |
| 1994            | O Rosto da Europa              | Duarte Pereira                         | Elenco Principal                      | RTP1  |
| 1994            | O Rosto da Europa              | Testemunha                             | Elenco Principal                      | RTP1  |
| 1995 - 1996     | Isto Só Vídeo                  | Voz Off                                | Participação em 1 episódio            | RTP1  |
| 1997            | Jardim da Celeste              | Voz                                    | Participação em 1 episódio            | RTP1  |
| 1997            | Não Há Duas sem Três           | João                                   | Participação em 1 episódio            | RTP1  |
| 1998 - 1999     | Uma Casa em Fanicos            | Jorge Vasconcelos                      | Elenco Principal                      | RTP1  |
| 1999            | Débora                         | Pedro Jorge                            | Participação em 1 episódio            | RTP1  |
| 1999            | As Aventuras do Camilo         | Jornalista                             | Participação em 1 episódio            | SIC   |
| 1999            | Camilo na Prisão               |                                        | Participação em 1 episódio            | SIC   |
| 1999            | Jornalistas                    | André Vieira                           | Participação em 1 episódio            | SIC   |
| 1999            | O Fura-Vidas                   |                                        | Participação em 1 episódio            | SIC   |
| 1999            | A Hora da Liberdade            | Alferes Sottomayor                     | Elenco Principal                      | SIC   |
| 2000            | Médico de Família              | Phillipe                               | Participação em 1 episódio            | SIC   |
| 2000            | A Loja do Camilo               |                                        | Participação em 1 episódio            | SIC   |
| 2000            | Capitão Roby                   | Gabriel                                | Participação em 1 episódio            | SIC   |
| 2000            | Bora Lá Marina                 |                                        | Participação Especial                 | SIC   |
| 2000            | Querido Professor              |                                        | Participação Especial                 | SIC   |
| 2000            | Esquadra de Polícia            | Homem do bar                           | Participação em 1 episódio            | RTP1  |
| 2000            | Con(s)certos na Cave           | Arquiteto                              | Participação em 1 episódio            | RTP1  |
| 2000            | Sra. Ministra                  | Lourenço                               | Elenco Principal                      | RTP1  |
| 2001            | Sábado à Noite                 | Vários papéis                          | Programa apresentado por Júlio Isidro | RTP1  |
| 2001            | A Minha Família É uma Animação |                                        | Participação em 1 episódio            | RTP1  |
| 2001            | Bastidores                     | Alberto Santiago                       | Elenco Principal                      | RTP1  |
| 2001            | Super Pai                      | Messias Augusto Sousa                  | Participação Especial                 | TVI   |
| 2002            | Fúria de Viver                 | Francisco Sousa                        | Elenco Principal                      | SIC   |
| 2002            | Camilo, o Pendura              | Paulo                                  | Elenco Principal                      | SIC   |
| 2002            | Fábrica das Anedotas           | Vários papéis                          | Elenco Principal                      | RTP1  |
| 2002            | Sociedade Anónima              | Dr. Raúl                               | Participação em 1 episódio            | RTP1  |
| 2003            | A Minha Sogra É uma Bruxa      |                                        | Participação em 1 episódio            | RTP1  |
| 2003 - 2004     | Santos da Casa                 | Óscar Gonçalves                        | Protagonista                          | RTP1  |
| 2004            | Maré Alta                      | Passageiro                             | Participação Especial                 | SIC   |
| 2005            | Os Serranos                    |                                        | Participação Especial                 | TVI   |
| 2005            | O Clube das Chaves             | João                                   | Participação Especial                 | TVI   |
| 2004 - 2005     | Inspetor Max                   | Irineu / Paulo                         | Participação Especial                 | TVI   |
| 2005            | O Bando dos Quatro             | Zacarias                               | Participação Especial                 | TVI   |
| 2005 - 2006     | Camilo em Sarilhos             | Sexólogo                               | Participação Especial                 | SIC   |
| 2006            | Floribella                     | Wolfgang                               | Participação Especial                 | SIC   |
| 2006            | Vingança                       | Bruno                                  | Elenco Principal                      | SIC   |
| 2007            | Chiquititas                    | Heitor                                 | Participação Especial                 | SIC   |
| 2008 - 2009     | Rebelde Way                    | Sérgio Silva Lobo                      | Elenco Principal                      | SIC   |
| 2008            | Aqui Não Há Quem Viva          | Cláudio                                | Participação Especial                 | SIC   |
| 2008            | Detective Maravilhas           | Eduardo                                | Participação Especial                 | TVI   |
| 2009            | Um Lugar para Viver            | Lino Leandro                           | Participação no 10.º episódio         | RTP1  |
| 2010            | Cidade Despida                 | Fernando                               | Elenco Adicional                      | RTP1  |
| 2010            | Camilo - O Presidente          | Rómulo Varela                          | Elenco Adicional                      | SIC   |
| 2010            | Dom Perlimpimpim Com Belisa    | Perlimpimpim                           | Protagonista                          | RTP1  |
| 2011            | A Sagrada Família              | Jorge                                  | Elenco Adicional                      | RTP1  |
| 2011 - 2012     | Morangos com Açúcar            | Roberto Freire                         | Elenco principal                      | TVI   |
| 2013            | Hotel Cinco Estrelas           | Engenheiro                             | Elenco Adicional                      | RTP1  |
| 2013            | Conta-me História              | Professor                              | Elenco Adicional                      | RTP1  |
| 2013 - 2016     | Bem-Vindos a Beirais           | Moisés Lameiras                        | Elenco Principal                      | RTP1  |
| 2015            | Poderosas                      | Médico                                 | Elenco Adicional                      | SIC   |
| 2016            | A Casa É Minha                 | Eric Campos                            | Elenco Adicional                      | TVI   |
| 2016            | Massa Fresca                   | Lourenço                               | Elenco Adicional                      | TVI   |
| 2016            | A Única Mulher                 | Félix                                  | Elenco Adicional                      | TVI   |
| 2017            | Ministério do Tempo            | Alexandre Herculano                    | Participação em 1 episódio            | RTP1  |
| 2017            | Donos Disto Tudo               | Várias Personagens                     | Elenco Principal                      | RTP1  |
| 2017            | Amor Maior                     | Dr. Faria                              | Elenco Adicional                      | SIC   |
| 2018            | Espelho d'Água                 | Lourenço Alves                         | Elenco Adicional                      | SIC   |
| 2018            | A Herdeira                     | Dr. Peres                              | Elenco Adicional                      | TVI   |
| 2018            | Jogo Duplo                     | Lourenço                               | Elenco Adicional                      | TVI   |
| 2020            | Nazaré                         | Dr. Figuieiredo                        | Elenco Adicional                      | SIC   |
| 2020 - 2021     | Amar Demais                    | Paulo Ferreira                         | Elenco Adicional                      | TVI   |
| 2021            | Pecado                         | Dr. Nóbrega                            | Participação Especial                 | TVI   |
| 2021            | O Clube                        | Jorge Correia                          | Elenco Adicional                      | SIC   |
| 2022            | Amor Amor                      | Valentim Valério                       | Participação Especial                 | SIC   |
| 2022            | Patrões Fora                   | Fernando Barata                        | Elenco Principal                      | SIC   |
| 2022            | Lua de Mel                     | Valentim Valério                       | Elenco Principal                      | SIC   |
| 2023 - presente | Passadeira Vermelha            | Ele Próprio                            | Comentador                            | SIC   |
| 2023            | Dança Comigo                   | Ele Próprio                            | Concorrente                           | RTP1  |
| 2023            | Cá Por Casa                    | Rui Oliveira                           | Ator Convidado                        | RTP1  |
| 2023            | Braga                          | Inspetor                               | Elenco Adicional                      | RTP1  |
| 2023            | Ao Largo                       | Ernesto                                | Elenco Principal                      | RTP1  |
| 2024            | Salto de Fé                    | Vigário                                | Elenco Principal                      | RTP1  |

## Cinema
- Eclipse em Portugal (2014), realizado por Alexandre Valente
- Quarta Divisão (2012), realizado por Joaquim Leitão
- A Esperança Está Onde Menos Se Espera (2007), realizado por Joaquim Leitão
- Fin de Curso (2004), realizado por Miguel Marti
- Debaixo da Cama (2003), realizado por Bruno Niel
- Longe da Vista (1998), realizado por João Mário Grilo
- Terra Incógnita (1998), realizado por Charles Eric Savart
- Inês de Portugal (1996), realizado por José Carlos Oliveira
- A Noite (curta metragem)  (1995), realizado por Tiago Alvorão
- O Fim do Mundo (1993), realizado por João Mário Grilo
- A Casa dos Espíritos (1993), realizado por Bille August
- Das Tripas Coração (1991), realizado por Joaquim Pinto
- Tempos Difíceis (1988), realizado por João Botelho